# Antonín Riga
Antonín Riga (1660? Kaliningrad – 1728? Brno) byl brněnský sochař pruského původu.

## Život
Antonín Riga pocházel z pruského Královce (Königsberg), kde se narodil pravděpodobně roku 1660. Existuje i hypotéza, že to bylo r. 1659. Pocházel z rodiny truhláře Izáka Rigy, který jej učil svému řemeslu. Jeho matka se jmenovala Anna Rolandová. V letech 1675-1679 se učil sochařství u svého staršího bratra Izáka. Pravděpodobně navštívil z důvodů studia i Itálii. Také je možné, že pobýval i ve Vídni, ale tato informace je jen spekulací. R. 1689 mu byly vydány dva výuční listy v Královci, nejspíš dodatečně, jelikož v tuto dobu už pobýval v Brně.
Usadil se v Brně před r. 1689 a získal brněnské měšťanské právo. Bydlel na Uhelném trhu č. 14 (dnes Kapucínské nám.) vedle domu Baltazara Frobela, který zde vlastnil sochařskou dílnu a pocházel ze stejného kraje jako Riga. Po Frobelově smrti ji Riga převzal a oženil se 17. ledna 1689 s jeho vdovou Annou Kateřinou. Adoptoval i jeho dvě děti a později měl s Annou Kateřinou další tři děti. Roku 1689 se narodil syn František, r. 1691 dcera Marie Alžběta a druhý syn Jan Bernard r. 1694. Po smrti Anny Kateřiny si vzal Helenu, se kterou již pravděpodobně další potomky neměl. Jeho druhá žena zemřela r. 1733. Mezi Rigovy přátele patřil David Sieber. Riga byl kmotrem jeho dětí z prvního manželství s Kateřinou Rosálií. Dalším přítelem byl Antonín Richter. Oba byli významnými varhanáři, což Rigovi zajistilo i spolupráci na varhanech, které stavěli.
Účastnil se formulace stanov bratrstva sv. Lukáše, které podepsal 18. října 1700. Mezi další umělce, kteří se na tom podíleli, patřil např. Jan Kristián Pröbstl, Josef Mangold a Matouš Thomasberger a dalších 21 malířů. To poukazuje na Rigovo významné postavení v cechovním životě. Pro přijetí do bratrstva, které proběhlo již r. 1689, musel předložit mistrovské dílo, které však není v tomto případě známo. V Rigově dílně se učil sochařem Karel Josef Fruhwirt z Vídně a Antonín Schweigl, který pocházel z Tyrol.
Antonín Riga zemřel v Brně, některé publikace uvádějí rok 1728, ale toto datum není podloženo žádným archivním dokladem, a proto lze spekulovat, že žil i po tomto roce. To by mohlo znamenat, že některá díla vytvořená po r. 1728, která nesou rysy Rigova stylu, jsou opravdu jeho prací.
Někde býval Riga zaměňován se štukatérem a sochařem Antonínem Riccou a tak mu bylo nesprávně přisuzováno autorství výzdoby kostela P. Marie Sněžné nebo Klášterního Hradiska v Olomouci.

## Dílo

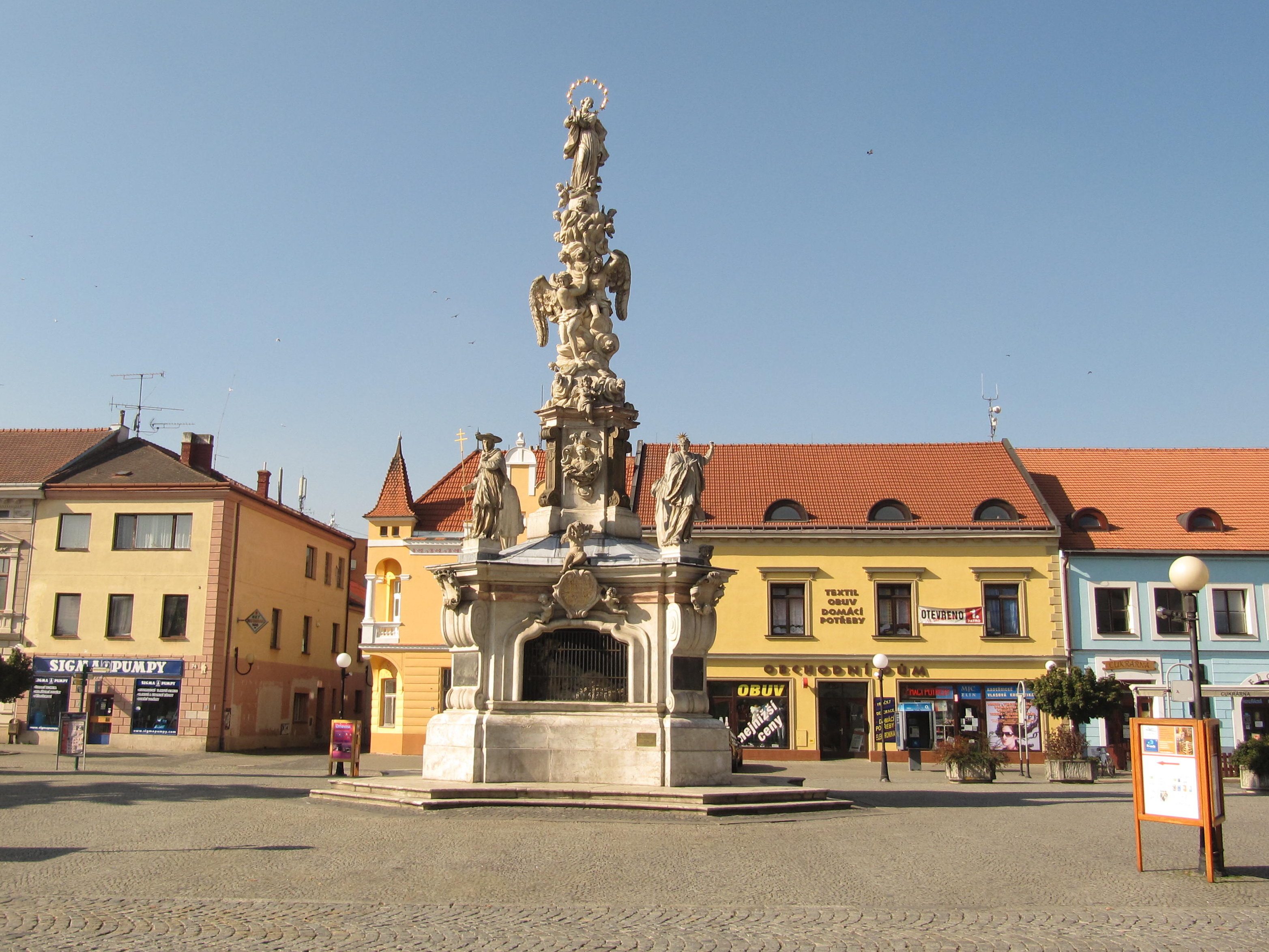
Morový sloup od Antonína Rigy v Uherském Hradišti

A. Riga pracoval se dřevem i kamenem. Před r. 1700 se zaměřoval zejména na řezbářskou činnost. Mezi řezbářská díla patří především výzdoba varhanních skříní, ale i dalšího vybavení kostelů v Brně. V kamenné podobě vytvořil několik morových sloupů a výzdoby průčelí kostelů nejen v Brně.
Významně se podílel na výzdobě chrámu sv. Jakuba. V letech 1691–1693 pracoval Jakub Ryšák na varhanách pro chrám sv. Jakuba v Brně. Existuje smlouva na výrobu varhan s přesným datem 30. ledna 1691. Dílo mělo být dokončeno již r. 1692. Ryšák zemřel r. 1693 a varhany dokončil jeho tovaryš Ondřej Beck r. 1694. Varhany jsou umístěny na hudební kruchtě. Skříň vyzdobil Antonín Riga. Ve středu pod varhanami je vznášející se anděl se strunným nástrojem. Ve střední části podpírají tři mužská poprsí římsu varhan. Dále jsou zde rozmístěny čtyři okřídlené hlavy andělů. Ve středu stojí anděl s hudebním nástrojem, další dva vystupují po stranách z rostlinného ornamentu. V nejvyšší části se nachází postava krále Davida s harfou a po jeho bocích stojí dva andělé s houslemi. Skříň je zdobena akantovými rozvalinami. Riga se také podílel na výzdobě čtyř skupin lavic v tomto kostele. Je na nich využit především rostlinný ornament. Na poslední lavici je největší výzdoba a tou je nástavec s alegoriemi Víry a Lásky s andílky a uprostřed nahoře s kartuší s papežskou tiárou, pod níž je konzola s mužskou hlavou.
1. května 1698 podepsal Riga smlouvu na výzdobu varhan v kostele sv. Tomáše v Brně, které přestavěl varhanář Jan David Sieber r. 1696. Riga zde zhotovil postavy andělů, které jsou rozmístěny především na varhanních římsách a pozlacený akantový dekor.
Další varhany, které zdobil, zhotovil opět J. D. Sieber r. 1716 v kostele sv. Michala v Brně. Následující dva roky tvořil Riga sochy andělů s hudebními nástroji a pozlacený dekor tvořený akantovými rozvilinami. Obdržel za to 132 zl. V tomto kostele pracoval ještě na několika oltářích. S jistotou víme o jeho autorství sochy sv. Petra Mučedníka z r. 1719 a sv. Dominika (1727). Oltáře byly ještě v 18. stol. vyměněny. Riga je také autorem návrhu dvou intarzovaných skříní v sakristii zhotovených r. 1723.
Varhany v chrámu Nanebevzetí P. Marie, které Riga zdobil ve 20. letech 18. století, byly bohužel zničeny r. 1944 při náletu na Brno. Riga na nich vytvořil osmnáct postav andělů. Nejspíš zhotovil i chórové lavice. Vše bylo darem hraběnky Františky Leslie rozené Dietrichštejnové.
V kostele sv. Janů v Brně se nacházejí varhany vytvořené Antonínem Richterem v r. 1732. Výzdoba varhan je utvořena rovnoměrně symetricky rozmístěnými postavami andílků s hudebními nástroji. V horní části a na bocích jsou situovány větší postavy. Kromě toho zde najdeme zlacené akantové ornamenty, zvonečky a mřížky. Práce je připisována Rigovi.
Mezi další řezbářské práce Rigy patří kazatelna v kostele sv. Máří Magdaleny v Brně. Na parapetu se nachází poloplastika pelikána a kartuše s reliéfy Zvěstování, Narození, Ukřižování a Zmrtvýchvstání Krista. Dále na stříšce jsou alegorie čtyř světadílů a na vrcholu Kristus jako Dobrý pastýř. V r. 1767 na ní přibyly ještě rokokové doplňky. Riga je rovněž autorem dvojice nástavců oltářů sv. Františka z Assisi a Neposkvrněného početí P. Marie. Najdeme zde alegorii Naděje, Víry a andělské postavy. Na oltáři sv. Františka vidíme typizované postavy – nejspíš sv. Kláry a Anežky České.
Riga se také podílel na vytvoření kazatelny v kostele sv. Filipa a Jakuba v Pavlově. Řečniště je rozděleno do čtyř polí, objevuje se zde rostlinný motiv s postavičkami putti. V nikách jsou postavy evangelistů v dynamických postojích. Pod nimi najdeme kartuše s jejich pozlacenými jmény.
Riga také získal zakázku na vytvoření hlavního a několika vedlejších oltářů pro chrám na Velehradě. Práci mu zadal opat Nezorin v r. 1702. Hlavní oltář stavěl od 13. května do 11. června 1707. Sochy zde umístil do stojící polohy. Za oltář obdržel 1050 zl. R. 1700 vytvořil oltář sv. Benedikta za 400 zl a deputát. Další vedlejší oltáře udělal r. 1702, a to sv. Václava a Floriána za 260 zl, sv. Cyrila a Metoděje po boku presbytáře, pod ním sv. Anny a za chórem sv. Josefa. Oltáře se nedochovaly, jelikož je zničil požár r. 1719.
K dřevěným plastikám patří ještě skulptura Salvátora, která byla původně na nároží brněnského domu č. 2 v Radnické ulici. Postava oděná do splývajícího roucha je komponována pro podhled. Původně měla polychromii. Dnes je umístěna v NPÚ v Brně.
Vedle dřevěných plastik vytvořil Antonín Riga i významná sochařská díla v kameni. První zakázka, na které se podílel jen málo, je kašna Parnas na brněnském Zelném trhu. Autorem návrhu byl Jan Bernard Fischer z Erlachu. Práce byly zahájeny r. 1691. Existuje i smlouva s A. Rigou a kameníky Bernhardem Högerem a Wolfgangem Steinböckem na pomocné práce. Nevíme, co přesně Riga vytvořil.
Další společnou prací bylo zhotovení výzdoby na fasádě kostela sv. Anny v Mikulově. Zde však Riga získal konkrétní zadání a sochy tvořil samostatně. Práce proběhly zhruba v letech 1701–1706. Rigovým dílem je socha sv. Jáchyma a sv. Zachariáše. Umístěny jsou v nikách nad bočními vstupy do kostela. Kromě toho vytvořil i pět andělů na atice kostela, kteří byli později odstraněni. Za vše obdržel 385 zl. Obě figury jsou kompozičně podobné, stojí v mírném prohnutí, výrazná je rozevlátá draperie i detailně propracované vlasy a vousy. Sv. Jáchym drží v pravé ruce pozlacený meč a v levé knihu. Před ním sedí andílek s dvojicí obětních holubů v rukách. Sv. Zachariáš drží pisátko a andílek před ním svitek.

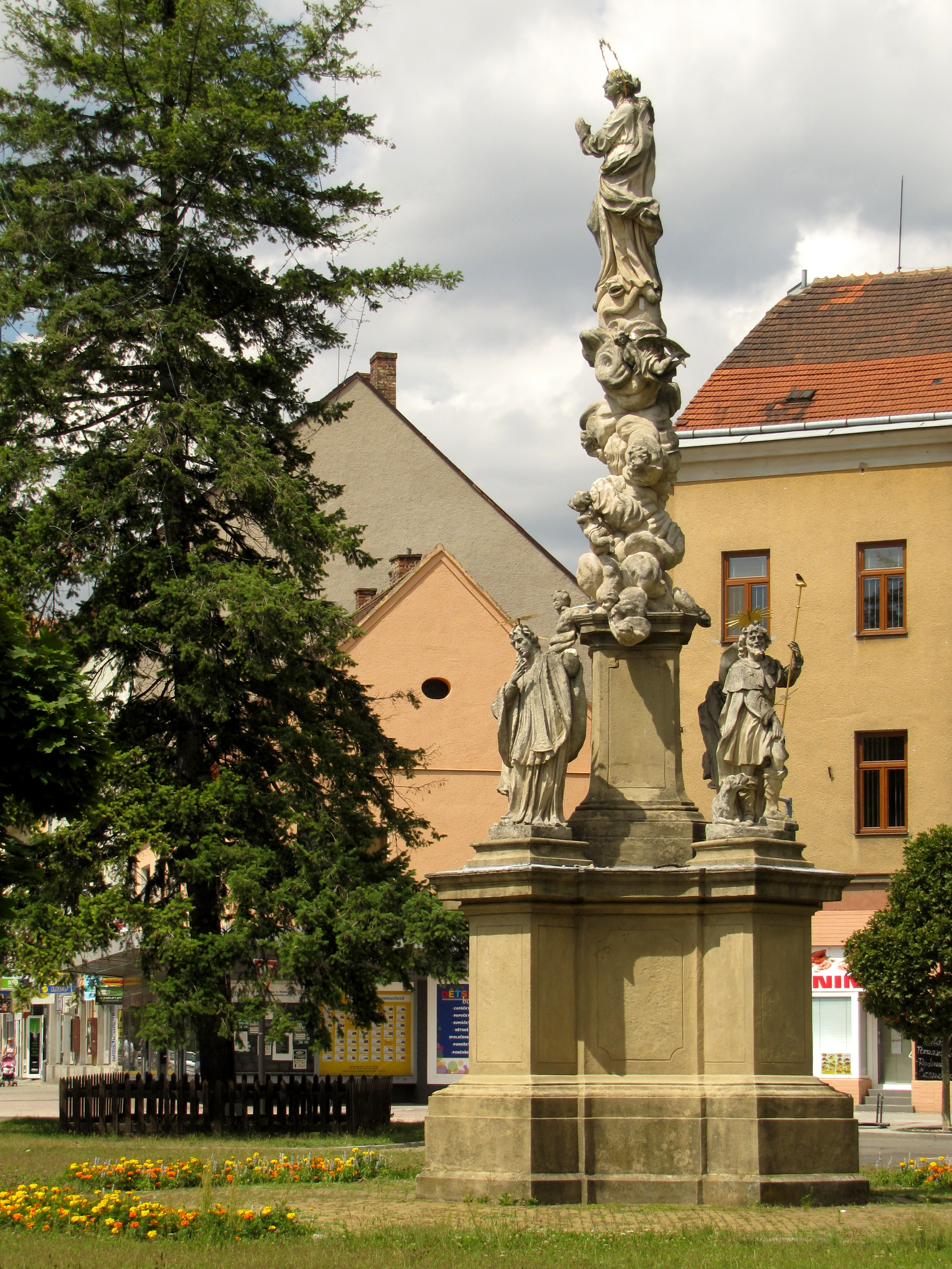
Morový sloup v Hodoníně

Mezi nejmonumentálnější díla A. Rigy patří bezesporu morové sloupy. Jako první zhotovil sloup v Hodoníně, dnes na Masarykově náměstí u kostela sv. Vavřince. Pracoval na něm v letech 1716–1718. Základnu tvoří čtyřboký sokl s hranolovitými předsunutými podstavci na nárožích, na kterých stojí sochy morových patronů – sv. František Xaverský, sv. Roch, sv. Rozálie a sv. Karel Boromejský. Ve středu mezi sochami je hranolový sloup, ze kterého vyrůstá obláčkový, z jehož nitra vystupují andílci a na vrcholu stojí P. Maria Immaculata. Na čelní straně soklu najdeme erb připomínající donátorku. Pod ním se nachází deska s nápisem, který poukazuje na první restaurování r. 1856. Další restaurování proběhlo r. 1939 díky faráři Antonínu Pekárkovi. R. 1972–1973 bylo uskutečněno také restaurování. Oba tyto zásahy připomínají desky vsazené na zadní a boční straně soklu. Poslední opravy sloupu byly provedeny r. 1997 Josefem Krososkou.
Po r. 1715 dodělal Riga čtyři sochy patronů na morovém sloupu na Velehradě poblíž cisterciáckého kláštera. Objednavatelem byl opat kláštera Florian Nezorin. Původně byl zhotoven jako mariánský sloup, který vytvořil Michael Zürne v r. 1676. Skládal se z čtyřbokého soklu, na kterém vyrůstá sloup a na jeho vrcholu stojí P. Maria Immaculata. Po stranách sloupu jí adorují dva andělé. Při úpravě po r. 1715 se přidala předsunutá jeskyně pro sv. Rozálii, balustráda kolem podstavce a na jejích nárožích čtyři sochy – moroví patroni sv. Roch, sv. K. Boromejský, sv. Šebestián a zástupce cisterciáckého řádu sv. Bernard z Clairvaux. Autorství určujeme podle analogií s morovým sloupem v Hodoníně a Uherském Hradišti, na kterých Riga pracoval, protože nemáme o velehradském sloupu žádné archivní záznamy. Podobnost můžeme vidět hlavně v provedení draperie a v podobě postav světců, kteří se opakují.
V r. 1715 také započaly přípravy na výstavbu morového sloupu v Uh. Hradišti na Mariánském náměstí. Původně na tomto místě stála kašna, kterou přemístili o pár metrů dál. Nejdříve postavili dřevěný stánek se sochou P. Marie jako provizorium. Až r. 1718 byl položen základní kámen a definitivně byl sloup dokončen v listopadu 1721. Město dodalo materiál – cetechovský mramor. Riga za dílo obdržel 856 zl. Záznamy o průběhu stavby morového sloupu najdeme i v historických textech Jana Františka Corvina. Základnu tvoří hranolovitý sokl, konkávně prohnutý se zkosenými rohy. Je umístěn na dvou stupních schodů, které mají stejný půdorys jako sokl. V čelní straně soklu je zabudovaná grota se sv. Rozálií. Na nárožích podstavce jsou sochy morových patronů – sv. František Xaverský, sv. K. Boromejský, sv. Petr z Alkantary a sv. Florián. Podstavec je zakryt plechovou stříškou a z jeho středu vyrůstá sokl s obláčkovým sloupem s anděly a na jeho vrcholu stojí P. Maria Immaculata. Grota je zakryta kovovou mříží. Nad ní nesou dva andílci kartuš s nápisem: DEI MATRI PVRAE VIRGINI SANCTI SQVE PATRONIS SENATVS ET POPVLVS HVIVS VRBIS VOTIVE POSVIT. Nápisové kartuše jsou i pod čtyřmi patrony. Pod P. z Alkantary je nápis: IN VIRTUTE TUÁ SALVAMUS DOMINE. Pod K. Boromejským stojí: FAMEM, PESTEM, BELLAQUE AMOVE. Pod Fr. Xaverským je: DISCORDIAS CONCORDIA COMPRIME. A pod Floriánem: HIC ET AETERNOS EXTINGUE IGNES. Na čelní straně horního soklu je umístěna kartuše s bustou sv. Viktorie. Celý objekt byl několikrát restaurován. První a nejrozsáhlejší práce, při kterých byly sochy sneseny ze sloupu, proběhly v letech 1988–1992. Další restaurování bylo provedeno v r. 1996 a poslední v r. 2002.
Rigovou inspirací pro toto dílo byl pomník nejsvětější Trojice z Am Graben ve Vídni. Riga dosáhl výrazné uvolněnosti v řešení hmoty i propojení figur s architekturou. Tento sloup má nejvyšší sochařské kvality z těch, které Riga vytvořil.
Kromě morových sloupů vytvořil Riga i dvě sousoší Nejsvětější Trojice, nejprve r. 1715 v Náměšti nad Oslavou na Masarykově náměstí. Objednavatelem byla hraběnka Isabela z Verdenberka, rozená hraběnka z Lamberka. To dokládá i nápis na zadní straně podstavce s datem a erbem donátorky. Jako materiál byl použit pískovec a pozlacené doplňky. Základ sousoší utváří podstavec s volutovými křídly po stranách. Na něm spočívá zeměkoule s Kristem a Bohem Otcem, kteří sedí vedle sebe. Kristus drží kříž a Bůh Otec žezlo. Nad nimi se vznáší holubice. Z čelní plochy soklu vystupuje volutová konzola, na níž stojí P. Maria Immaculata. Je zde zajímavé netradiční spojení svatotrojiční tematiky s Immaculatou.
Druhé sousoší Nejsvětější Trojice vytvořil v Brně – Líšni za kostelem sv. Jiljí. Toto sousoší je značně poškozeno, tudíž nelze dobře popsat styl a původní vzhled díla. Riga ho nejspíš vytvořil r. 1725 ve spolupráci s dalším sochařem, možná to byl Antonín Schweigl, který v této době pracoval v Rigově dílně. Opět využil hranolovitý podstavec s volutovými křídly, kolem něj je balustráda. Ze soklu vyrůstá oblačný sloup s andílky, na jehož vrcholu spočívá sousoší Boha Otce, Syna a holubice. U paty sloupu stojí P. Maria Immaculata a po jejích bocích klečí andělé.
V Brně najdeme také sochy sv. Floriána u kostela sv. Máří Magdaleny a sv. Martina (Rosice), obojí z ruky Rigovy. Socha u kostela M. Magdaleny je zasazena do niky. Florián zde stojí na nízkém podstavci, oděn do vojenského šatu s pláštěm a přilbou s chocholem. V ruce drží korouhev a hledí k nebi. Po stranách niky jsou dva andílci, jeden vylévá vodu z mušle na hořící dům a druhý drží mlýnské kolo. Socha v Rosicích je samostatná na podstavci. Florián je stejně oděn, zde však sám hasí hořící dům vodou z vědra. Původně byl na soklu erb. Dílo bylo restaurováno r. 1997–1998.
Dalším tematicky stejným okruhem jsou sochy sv. Jana Nepomuckého. Riga vytvořil celkem čtyři. Dvě zdobí Brno – u kostela sv. Michala a u sv. Jiljí. Sochu u sv. Michala si objednal r. 1718 purkrabí Jan Václav Říkovský z Říkovic za 225 zl. Socha je na kruhovém podstavci obehnaném balustrádou. J. Nepomucký se jakoby vznáší na obláčcích, ze kterých vykukují andílci. V rukách drží kříž. Je to netradiční zobrazení tohoto světce, možná způsobené tím, že socha byla vytvořena v době, kdy ještě nebyl kanonizován.
Sochu můžeme porovnat s druhým Janem Nepomuckým, který stojí před líšeňským kostelem sv. Jiljí. Zde již můžeme pozorovat tradičnější kompozici, kde J. Nepomucký stojí na hranolovitém soklu, nejspíš držel kříž a hledí k nebi. Vznikl pravděpodobně r. 1721.
S obdobnou koncepcí se setkáme i u J. Nepomuckého ve Šlapanicích, kde se nachází u kostela Nanebevzetí P. Marie. Socha stojí na podstavci, J. Nepomucký shlíží na nás, levou ruku má vztyčenou k nebi a v pravé drží kříž. Socha je komponována diagonálně. Riga zde pečlivě zpracoval výraz hluboce věřícího. Vznikla nejspíš v období, kdy probíhaly práce na morovém sloupu v Uh. Hradišti.
Poslední socha J. Nepomuckého stála u obce Moravec, byla ale odcizena. Na místě zůstal jen hranolový podstavec. Socha vypadala podobně jako předchozí. Riga ji vytvořil nejspíš ke konci svého života.
R. 1728 vytvořil Riga sochařskou výzdobu fasády kostela sv. Michala v Brně. Uzavřel smlouvu v březnu toho roku s převorem Adeodatem Pěnčičkou na pět soch s podstavci za 500 zl. Na průčelí jsou čtyři niky a v nich jsou sochy. V přízemí po stranách vchodu je sv. Dominik a sv. Vincenc Ferrerský. Nad nimi se nachází sv. Hyacint a sv. Tomáš Akvinský. Patřil k nim ještě archanděl Michael, který byl umístěn na vrcholu štítu. Postavy si jsou podobné, všechny oděny do řádového roucha a se stejným účesem. Dolní sochy jsou odvráceny do stran a horní natočeny ke středu. Hlavním rozeznávacím prvkem jsou atributy. Dominik má zlatou hvězdu na čele, v pravé ruce drží berlu a v levé knihu. U jeho nohou je pes s hořící pochodní. Vincenc sklání hlavu, v pravici drží kříž, kterým žehná a levicí drží knihu. Hyacint pozvedá sošku P. Marie, na kterou se dívá. Levou ruku má volně pozvednutou. Tomáš Akvinský má zářící slunce na hrudi a dívá se na monstranci, kterou drží v pravici a v levici otevřenou knihu s perem.
Nejvýraznější sochou je Vincenc. Je plasticky mohutný, ale povrch je zpracován jemně. Roucho má úsporně zřaseno. Tvář má výrazově prohloubenou.
Je možné, že Riga zhotovil i busty antických imperátorů na průčelí zahradního zámku v Líšni a alegorické ženské postavy na bráně do druhého nádvoří na zámku v Mikulově. Tyto spekulace však doposud nejsou potvrzeny.